# 大橋屋弥七
大橋屋 弥七（おおはしや やしち、生没年不詳）とは江戸時代末期から大正時代にかけて江戸、東京の地本問屋。

## 来歴
児玉氏。幕末から大正12年（1923年）の関東大震災まで続いた絵草子屋で、浅草区南馬道忠蔵店、明治10年から浅草馬道3丁目2番地、または浅草駒形町で地本問屋をしている。月岡芳年、豊原国周、歌川芳藤、3代目歌川広重、4代目歌川国政、井上探景の錦絵を出版している。特に国周の3枚続の芝居絵に多くみられる。

## 作品
- 月岡芳年 「魁題百撰相」 大判 錦絵揃物 慶応4年（1868年）‐明治2年（1869年）
- 月岡芳年 「東海道名所図絵」 大判 錦絵揃物
- 豊原国周 「樟紀流花見幕張」 大判3枚続 錦絵 明治3年（1870年）3月
- 豊原国周 「碁太平記白石噺」 大判2枚続 明治3年
- 豊原国周 「祭礼姿の花形役者」 大判3枚続
- 豊原国周 「鹿児島英雄揃」 大判3枚続 錦絵 明治10年（1877年）ころ
- 歌川芳藤 「東京纒一覧」 大判3枚続 錦絵 明治10年
- 3代目歌川広重 「東京真景図会」
- 4代目歌川国政 「口上 河原崎権之助」 大判
- 井上探景 「枢密院会議之図」 大判3枚続 錦絵 明治20年（1887年）